# Gran Premio de San Sebastián
Der Gran Premio de San Sebastián (Großer Preis von San Sebastián) war ein Automobilrennen, das zwischen 1923 und 1930 achtmal auf dem Circuito Lasarte in Lasarte-Oria bei San Sebastián in Spanien ausgetragen wurde. Der Gran Premio de San Sebastián war Teil des fast einwöchigen Großen Automobilmeetings in San Sebastián.
In den 1920er-Jahren war der Grand Prix das wichtigste Automobilrennen in Spanien, da sich der Große Preis von Spanien als Grand-Prix-Rennen noch nicht etabliert hatte. Die Rennen beziehungsweise die gesamten Automobilmeetings werden deshalb heute oft fälschlicherweise als Großer Preis von Spanien bezeichnet, obwohl zum Beispiel 1929 im Rahmen des Meetings ein Sportwagenrennen mit Titel Großer Preis von Spanien stattfand.
Der achte Gran Premio de San Sebastián war für den 25. Juli 1930 vorgesehen. Das Rennen wurde jedoch wegen der Weltwirtschaftskrise abgesagt. Nach Anstrengungen des Veranstalters genehmigte die AIACR die Austragung am 5. Oktober 1930. Dieser Lauf war gleichzeitig der letzte Gran Premio de San Sebastián. Als der Rennzirkus 1933 auf den Circuito Lasarte zurückkehrte, fand dort der Große Preis von Spanien statt.

## Ergebnisse
| Auflage | Jahr | Strecke          | Sieger                             | Zweiter                                    | Dritter                         | Pole-Position               | Schnellste Rennrunde            |
| ------- | ---- | ---------------- | ---------------------------------- | ------------------------------------------ | ------------------------------- | --------------------------- | ------------------------------- |
| I       | 1923 | Circuito Lasarte | Albert Guyot (Rolland-Pilain)      | Gaston Delalande (Rolland-Pilain)          | Jean Haimovici (Ballot)         | unbekannt                   | Albert Guyot (Rolland-Pilain)   |
| II      | 1924 | Circuito Lasarte | Henry Segrave (Sunbeam)            | Bartolomeo Costantini (Bugatti)            | André Morel (Delage)            | Albert Divo (Delage)        | Bartolomeo Costantini (Bugatti) |
| III     | 1925 | Circuito Lasarte | Albert Divo / André Morel (Delage) | Robert Benoist (Delage)                    | René Thomas (Delage)            | Albert Divo (Delage)        | Bartolomeo Costantini (Bugatti) |
| IV      | 1926 | Circuito Lasarte | Jules Goux (Bugatti)               | Edmond Bourlier / Robert Sénéchal (Delage) | Bartolomeo Costantini (Bugatti) | Jules Goux (Bugatti)        | Louis Wagner (Delage)           |
| V       | 1927 | Circuito Lasarte | Emilio Materassi (Bugatti)         | André Dubonnet (Bugatti)                   | Caberto Conelli (Bugatti)       | Emilio Materassi (Bugatti)  | Louis Chiron (Bugatti)          |
| VI      | 1928 | Circuito Lasarte | Louis Chiron (Bugatti)             | Robert Benoist (Bugatti)                   | Marcel Lehoux (Bugatti)         | Mario Lepori (Bugatti)      | Louis Chiron (Bugatti)          |
| VII     | 1929 | Circuito Lasarte | Louis Chiron (Bugatti)             | Georges Philippe / Guy Bouriat (Bugatti)   | Marcel Lehoux (Bugatti)         | Louis Chiron (Bugatti)      | Louis Chiron (Bugatti)          |
| VIII    | 1930 | Circuito Lasarte | Achille Varzi (Maserati)           | Aymo Maggi (Maserati)                      | Henri Stoffel (Peugeot)         | Filippo Sartorio (Maserati) | Achille Varzi (Maserati)        |

| Legende   | Legende                                                                                              | Legende                                                     |
| Abkürzung | Klasse                                                                                               | Kommentar                                                   |
| --------- | --- | ----------------------------------------------------------- |
| F1        | Formel 1                                                                                             | Formel-1-Weltmeisterschaft ab 1950                          |
| F2        | Formel 2                                                                                             |                                                             |
| FL        | Formula libre                                                                                        | Fahrzeugklasse in der Regel vom Veranstalter ausgeschrieben |
| SW        | Sportwagen                                                                                           |                                                             |
| TW        | Tourenwagen                                                                                          |                                                             |
| GP        | Grand-Prix-Fahrzeuge                                                                                 |                                                             |
|           | ↓ Durchgehende graue Linien zeigen an, wann in der Geschichte auf einem neuen Kurs gefahren wurde. ↓ |                                                             |
|           | |                                                             |
|           | Einträge mit hellrotem Hintergrund waren keine Läufe zur Automobil- bzw. Formel-1-Weltmeisterschaft. |                                                             |
|           | Einträge mit gelbem Hintergrund waren Läufe zur Europameisterschaft.                                 |                                                             |